# Allemagne au Concours Eurovision de la chanson 1958
L'Allemagne a participé au Concours Eurovision de la chanson 1958, alors appelé le Grand prix Eurovision de la chanson européenne 1958, à Hilversum, aux Pays-Bas. C'est la 3e participation allemande au Concours Eurovision de la chanson.
Le pays est représenté par Margot Hielscher et la chanson Für zwei Groschen Musik, sélectionnées par la Westdeutscher Rundfunk.

## Sélection

### Schlager 1958
Le radiodiffuseur allemand pour la Rhénanie-du-Nord-Westphalie, la Westdeutscher Rundfunk (WDR), organise la finale nationale Schlager 1958 pour sélectionner l'artiste et la chanson représentant l'Allemagne au Concours Eurovision de la chanson 1958.
La finale nationale, présentée par Anaid Iplicjian et Kurt A. Jung (de), a eu lieu le 20 janvier 1958 au Kleine Westfalenhalle à Dortmund. La plupart des titres des chansons ont été perdus, seuls les noms des artistes sont connus à ce jour.
Lors de cette sélection, c'est Margot Hielscher et la chanson Für zwei Groschen Musik, écrite par Friedrich Meyer (de) et composée par Fred Rauch (de) et Walter Brandin (de), qui furent choisies. Margot Hielscher a déjà pu représenter l'Allemagne à l'Eurovision l'année précédente.

#### Finale
| Ordre | Interprète       | Chanson                    | Traduction                | Points | Place |
| ----- | ---------------- | -------------------------- | ------------------------- | ------ | ----- |
| 1     | Evelyn Künneke   | -                          | -                         | -      | -     |
| 2     | Erni Bieler      | -                          | -                         | -      | -     |
| 3     | Fred Bertelmann  | -                          | -                         | -      | -     |
| 4     | Gitta Lind       | Etwas leise musik          | Quelque musique douce     | -      | -     |
| 5     | Lale Andersen    | Die Braut der sieben Meere | La mariée des sept océans | 4      | -     |
| 6     | Vico Torriani    | -                          | -                         | -      | -     |
| 7     | John Paris       | -                          | -                         | -      | -     |
| 8     | Margret Fürer    | -                          | -                         | -      | -     |
| 9     | Margot Hielscher | Für zwei Groschen Musik    | La musique à deux sous    | 10     | 1     |
| 10    | Georg Thomalla   | -                          | -                         | -      | -     |
| 11    | Peter Lorenz     | -                          | -                         | -      | -     |
| 12    | Fred Weyrich     | -                          | -                         | -      | -     |

## À l'Eurovision
Chaque pays avait un jury de dix personnes. Chaque membre du jury pouvait donner un point à sa chanson préférée.

### Points attribués par l'Allemagne
| 5 points | Belgique |
| 4 points | Italie   |
| 1 point  | France   |

### Points attribués à l'Allemagne
| 10 points | 9 points | 8 points | 7 points | 6 points                      |
| --------- | -------- | -------- | -------- | ----------------------------- |
|           |          |          |          |                               |
| 5 points  | 4 points | 3 points | 2 points | 1 point                       |
|           |          |          | - France | - Autriche - Belgique - Suède |

Margot Hielscher interprète Für zwei Groschen Musik en 8e position, après la Belgique et avant l'Autriche. Au terme du vote final, l'Allemagne termine 7e sur 10 pays avec 5 points.